# Stadio Balear
Lo stadio Balear (Estadio Balear) è uno stadio di calcio situato a Palma di Maiorca, Isole Baleari. Ospita le gare casalinghe dell'Atletico Baleares. La tribuna ha 3.000 posti al coperto e le dimensioni del campo sono di 102 × 67 metri.
La gara inaugurale è stata giocata l'8 maggio 1960, ed è stata una partita amichevole tra l'Atletico Baleares e il Birmingham City. La squadra di casa si è imposta con il risultato di 2-0.